# Георг Александър
Георг Александър, роден като Вернер Луис Георг Людекенс (* 3 април 1888 г. в Хановер; † 30 октомври 1945 г. в Берлин), е немски актьор, режисьор и продуцент.

## Биография
Георг Александър е син на актьора Георг Людекенс и съпругата му Марта Амали, по рождение Бохде. След актьорското си обучение той работи в театрите в Халберщат, Хамбург, Хановер и от 1914 г. в Берлин. През 1915 г. участва в първия си филм. През октомври 1916 г. заедно със съпругата си, норвежката актриса Ауд Егеде-Нисен, основава продуцентската компания Lüddekens Egede-Nissen & Co. Film Comp. OHG (1916 – 1918), а през юли 1918 г. – Egede Nissen Films Comp. GmbH (1918 – 1922), която пуска около 30 филма. Александър режисира повечето от тях сам. Синът им, Георг Рихтер, също става известен актьор в Норвегия.
През 1919 г. той основава собствена филмова компания – Alexander-Film GmbH, за да продуцира спортни филми. Самият Александър е бил активен в спорта и е поставил рекорд в скока на височина с кон с 1,85 метра през 1921 г.
Георг Александър участва в криминални и други развлекателни филми. Ролите му често са на изтъкнати джентълмени или аристократи, като например в комедията на Райнхолд Шюнцел „Английската женитба“ (1934), където играе редом с Адел Сандрок. Участва в над 160 филма.
От 1928 г. Георг Александър е женен за трети път за филмовата агентка Илзе Брах. На 30 октомври 1945 г. той умира в Берлин от панкреатит. Гробът му на гробището Вилмерсдорф в Берлин-Вилмерсдорф е разрушен през 1960 г.

## Избрана филмография
| Заглаие                             | От   |
| ----------------------------------- | ---- |
| Miljonstölden                       | 1921 |
| Herr Collins affärer i London       | 1925 |
| Den sjungande staden                | 1930 |
| Kärleksvalsen                       | 1930 |
| Galna änkan                         | 1931 |
| Hennes privatsekreterare            | 1931 |
| Kärlek vid första ögonkastet        | 1932 |
| Vad ska jag säga min man?           | 1932 |
| Vad hände i natt?                   | 1933 |
| Hennes engelska giftermål           | 1934 |
| Hans officiella hustru              | 1936 |
| Flickan från i natt                 | 1938 |
| Geld fällt vom Himmel               | 1938 |
| Hon kommer inte till middagen       | 1938 |
| En förförare med otur               | 1939 |
| Fröken Casanova                     | 1941 |
| Frauen sind doch bessere Diplomaten | 1941 |
| Mina drömmars kvinna                | 1944 |